# Johann Georg Ziesenis der Jüngere

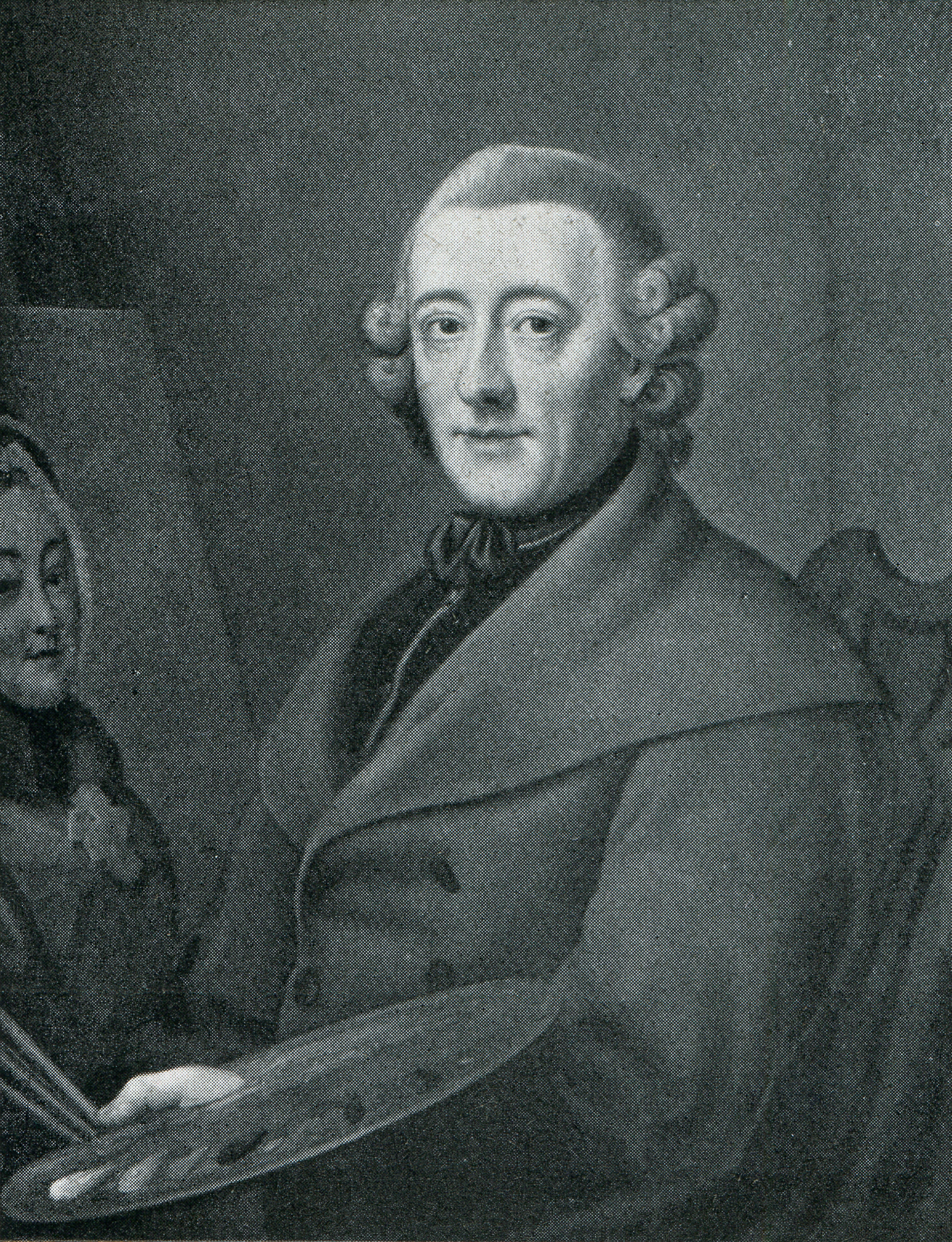
Selbstporträt des Hofmalers vor Staffelei um 1760 (Gemälde aus der Provenienz der Welfen; in den 1920er Jahren im Schloss Herrenhausen)

Johann Georg Ziesenis d. J. (geboren September 1716 in Kopenhagen; gestorben 4. März 1776 in Hannover) war ein deutscher Porträtmaler. Er entstammte einer Kunsthandwerker- und Künstlerfamilie des 17. und 18. Jahrhunderts, deren Werke dem Hannoverschen Rokoko zugerechnet werden.

## Leben

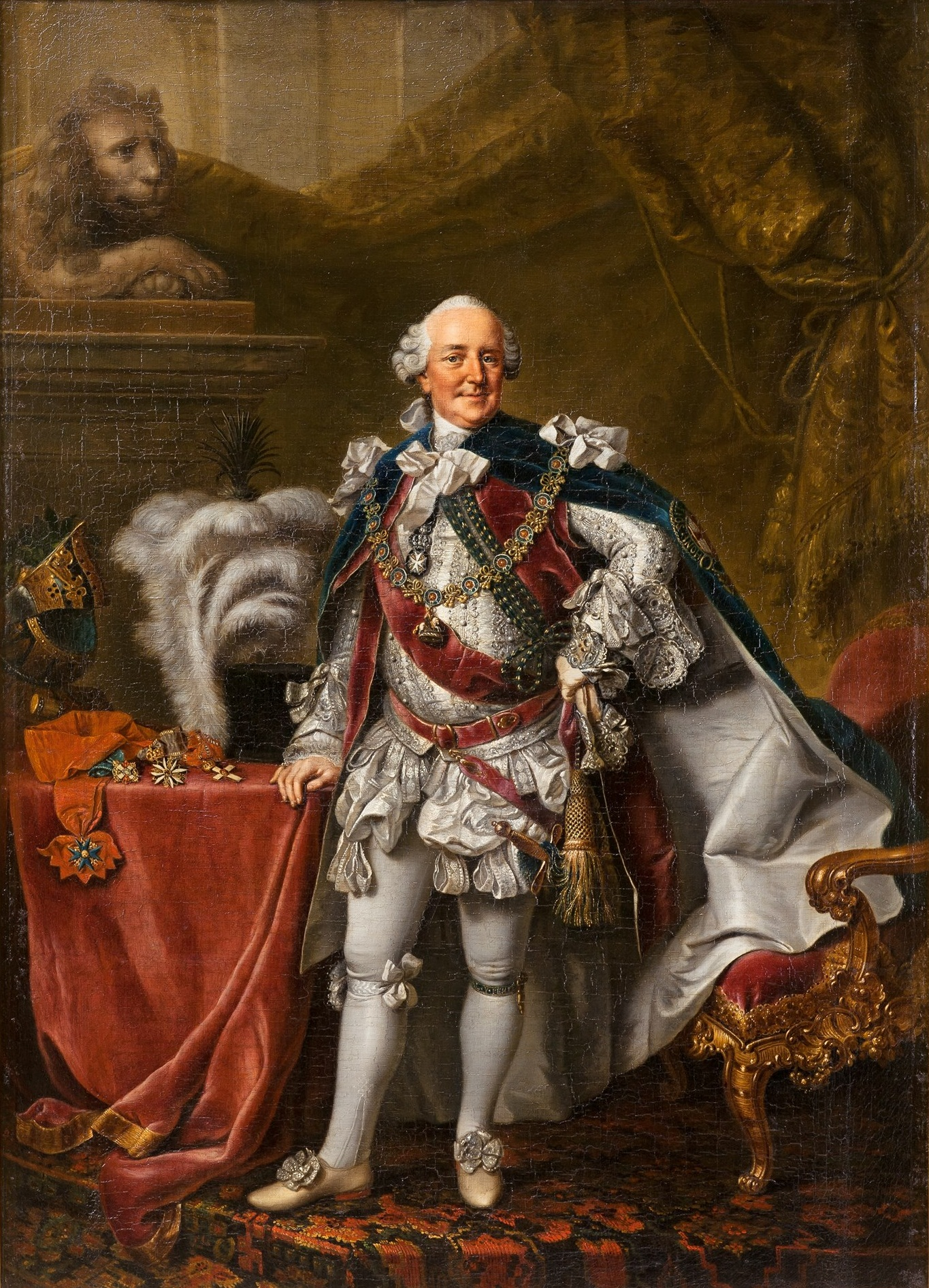
Prinz Ferdinand von Braunschweig-Wolfenbüttel (gemalt von Johann Georg Ziesenis in den 1760er Jahren)

Johann Georg Ziesenis der Jüngere war der Sohn des Malers Johann Georg Ziesenis d. Ä., auch Jürgen Ziesenis, um 1681 geboren in Hannover als Sohn des Zeugmachers und Schreibschulmeisters Dietrich Ziesenis († 20. März 1748 in Kopenhagen)). Johann Georg Ziesenis d. J. war der Vetter des Bildhauers Johann Friedrich Blasius Ziesenis.
Nachdem er Zeichenunterricht von seinem Vater erhalten hatte, der ein Porträtist und Hofmaler am dänischen Hof von Friederik IV. war, lebte Ziesenis in Düsseldorf, wo er mehrere Porträts der kurfürstlichen Familie malte. Seine beiden Töchter Maria Elisabeth und Margaretha fertigten später ebenfalls Gemälde, insbesondere Porträts und Miniaturen.
Seit 1740 in Frankfurt/Main, Mannheim und Pfalz-Zweibrücken. Am 26. August 1760 wurde Zieseniss kurfürstlich Braunschweig-Lüneburgischer Hofmaler in der Nachfolge des verstorbenen Johann Franz Lüders und erhielt – entsprechend seinem schon zuvor anerkannten Rang als Porträtist – ein Jahresgehalt von 500 Reichstalern.
Ziesenis starb im Alter von 59 Jahren auf dem Krankenbett in Hannover, wo er – wie auch seine Ehefrau Salome – auf dem Hofkirchhof an der Langen Laube beigesetzt.

## Werke
Johann Georg Ziesenis schuf im Laufe seines Lebens rund 260 Porträts sowie andere Gemälde und Skizzen. Werke von Ziesenis d. J. sind unter anderem im Besitz des Staatlichen Kunstmuseums Kopenhagen und des Niedersächsischen Landesmuseums Hannover. Im Sommer 1937 fand eine Ausstellung im Niedersächsischen Landesmuseum Hannover unter dem Leitmotiv Hannoversches Rokoko statt, bei der zahlreiche seiner Werke gezeigt wurden.

### Porträt Friedrich II.

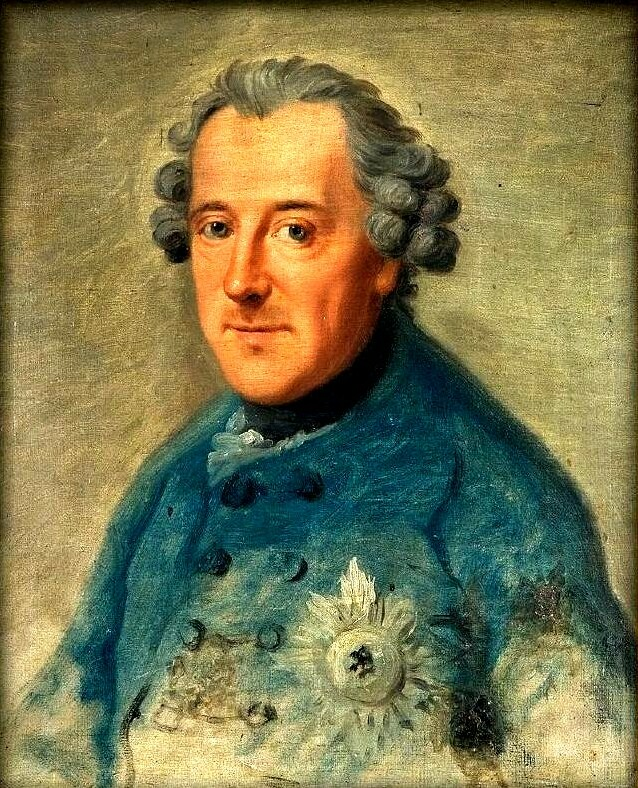
Brustbild des Königs Friedrich II. von Preußen, gemalt von Johann Georg Ziesenis 1763

Im Auftrag von Herzogin Philippine Charlotte von Braunschweig-Wolfenbüttel, der Schwester des Königs Friedrich II. von Preußen, hatte er Gelegenheit, in der Zeit vom 17. bis 20. Juni 1763 auf Schloss Salzdahlum ein Porträt des Regenten anzufertigen. Ob es das einzige Gemälde ist, für das der König während seiner Regierungszeit Modell saß, wie der Maler Jean Lulvès 1913 behauptete, wird heute bezweifelt. Ziesenis musste sich wie andere Porträtisten auch wohl mit Skizzen begnügen, die er nach einer Begegnung mit dem König anfertigte. Es handelt sich um kein realistisches, sondern um ein geschöntes, idealisiertes Porträt. Davon erhielten jeweils die Herzogin, der englische König und Friedrichs Nichten eine Ausfertigung. Eine der ersten von Ziesenis selbst angefertigten Kopien befindet sich heute im Kurpfälzischen Museum Heidelberg. Am 10. Oktober 2009 wurde das wahrscheinlich ursprüngliche Original, das zuletzt 1937 der Öffentlichkeit in Hannover präsentiert worden war und bis 1945 zum Inventar von Schloss Blankenburg (Harz) gehörte, vom Bremer Auktionshaus Bolland & Marotz auf einer Auktion angeboten und zum Preis von 670.000 Euro versteigert. Aufgrund der geschichtlichen Bedeutung des Bildes wurde die Eintragung in das Verzeichnis deutschen Kulturgutes eingeleitet. Die Bremer Kunsthandlung Neuse wollte das Bild 2013 für 1,5 Millionen Euro verkaufen. Neben den Kopien sind inzwischen verschiedene Ausfertigungen des Bildes festgestellt worden, so ein zum Kniebild ergänztes Gemälde, das Ziesenis im April 1764 dem Grafen Heinrich Ernst zu Stolberg-Wernigerode lieferte.

## Bildgalerie

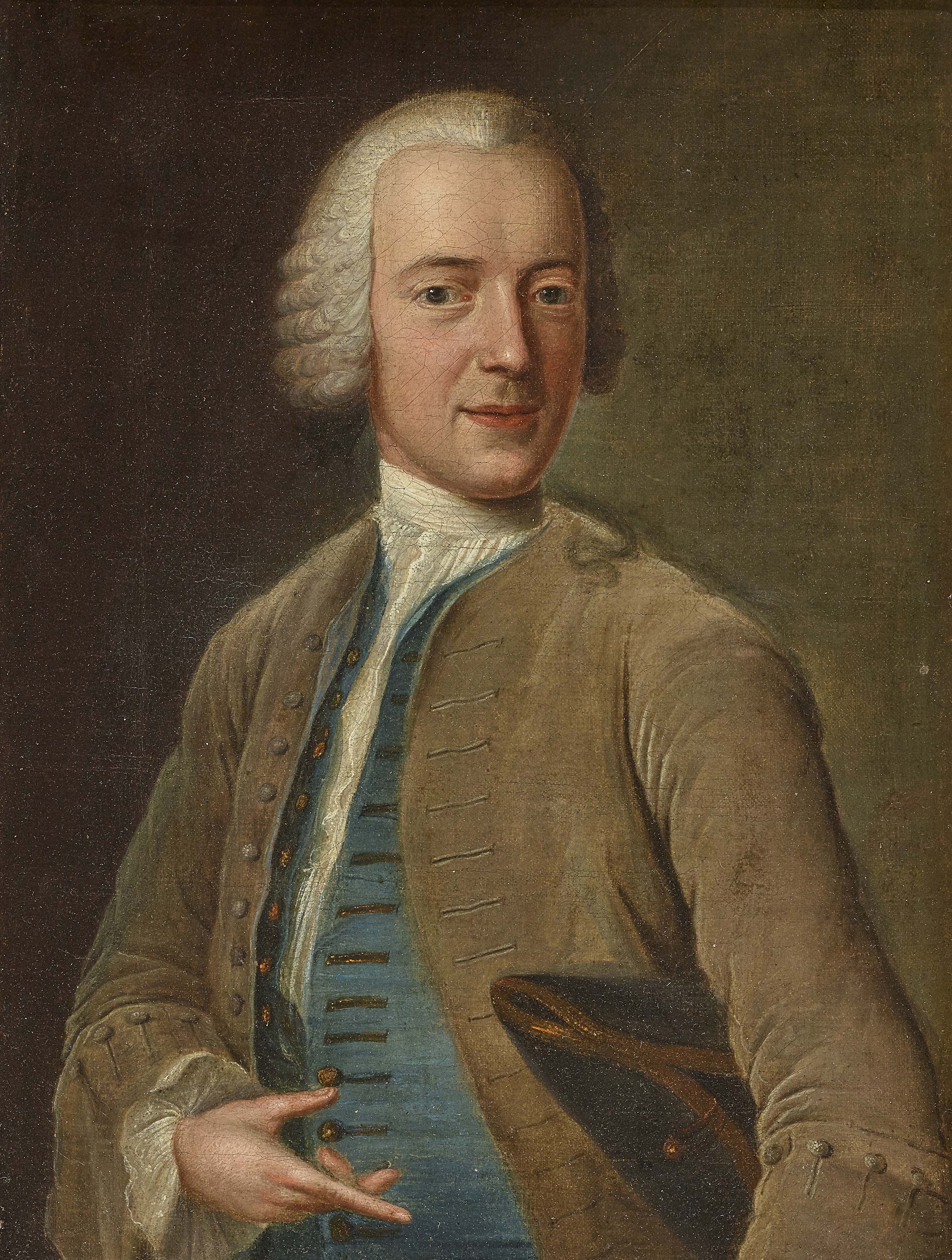
Selbstbildnis (1743)
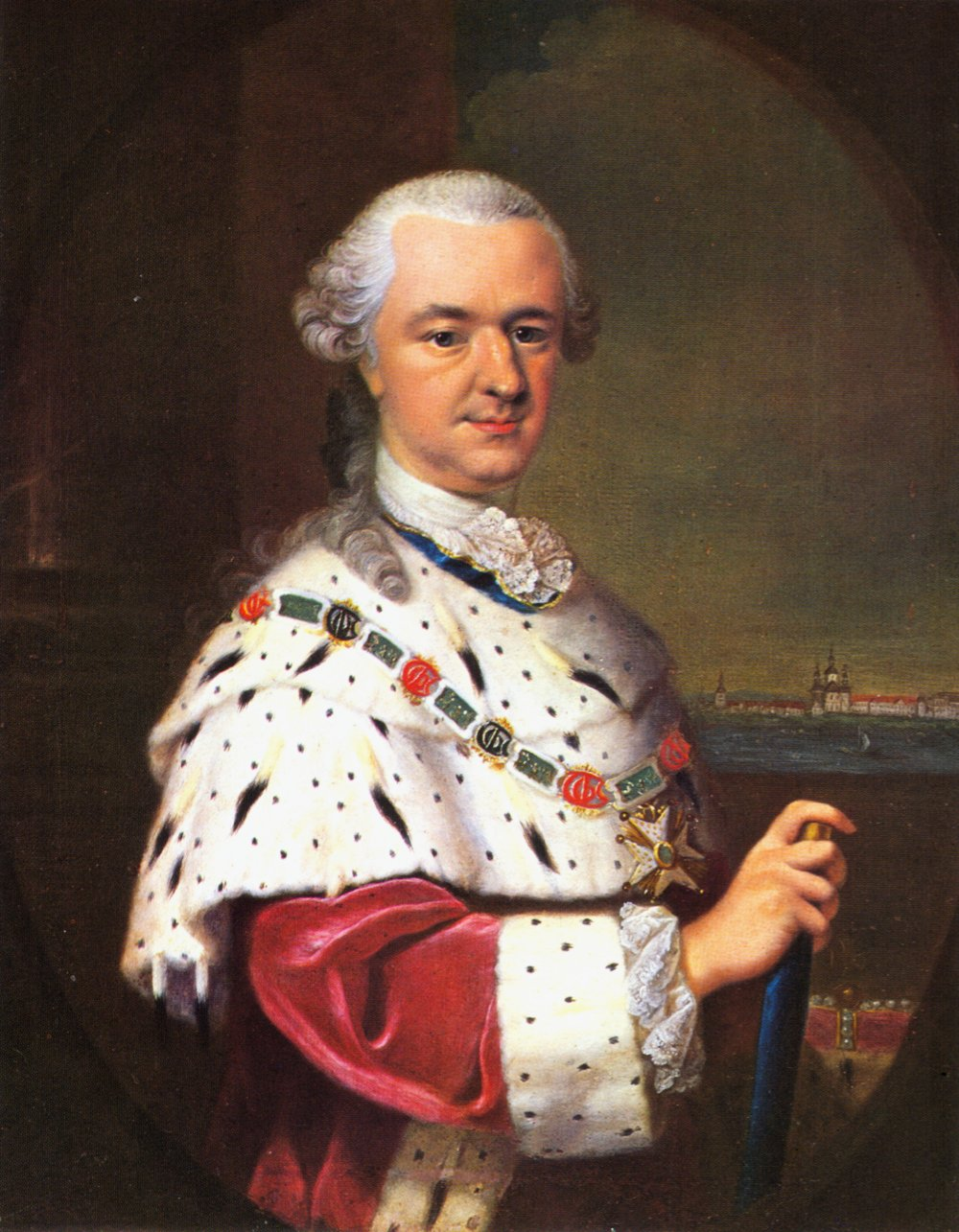
Karl Theodor von der Pfalz und Bayern (1744)
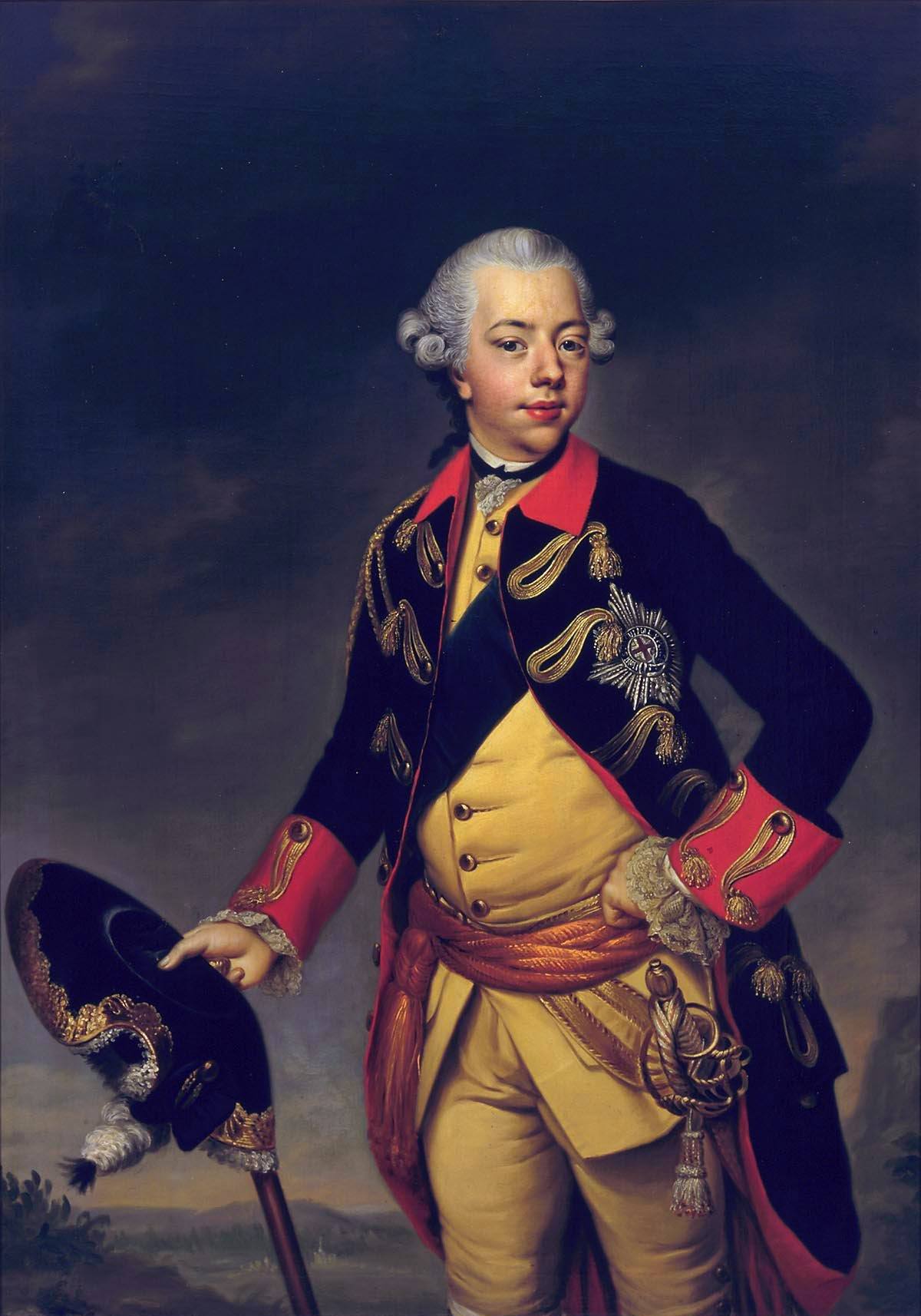
Wilhelm V. Batavus von Oranien-Nassau, Statthalter (um 1769)
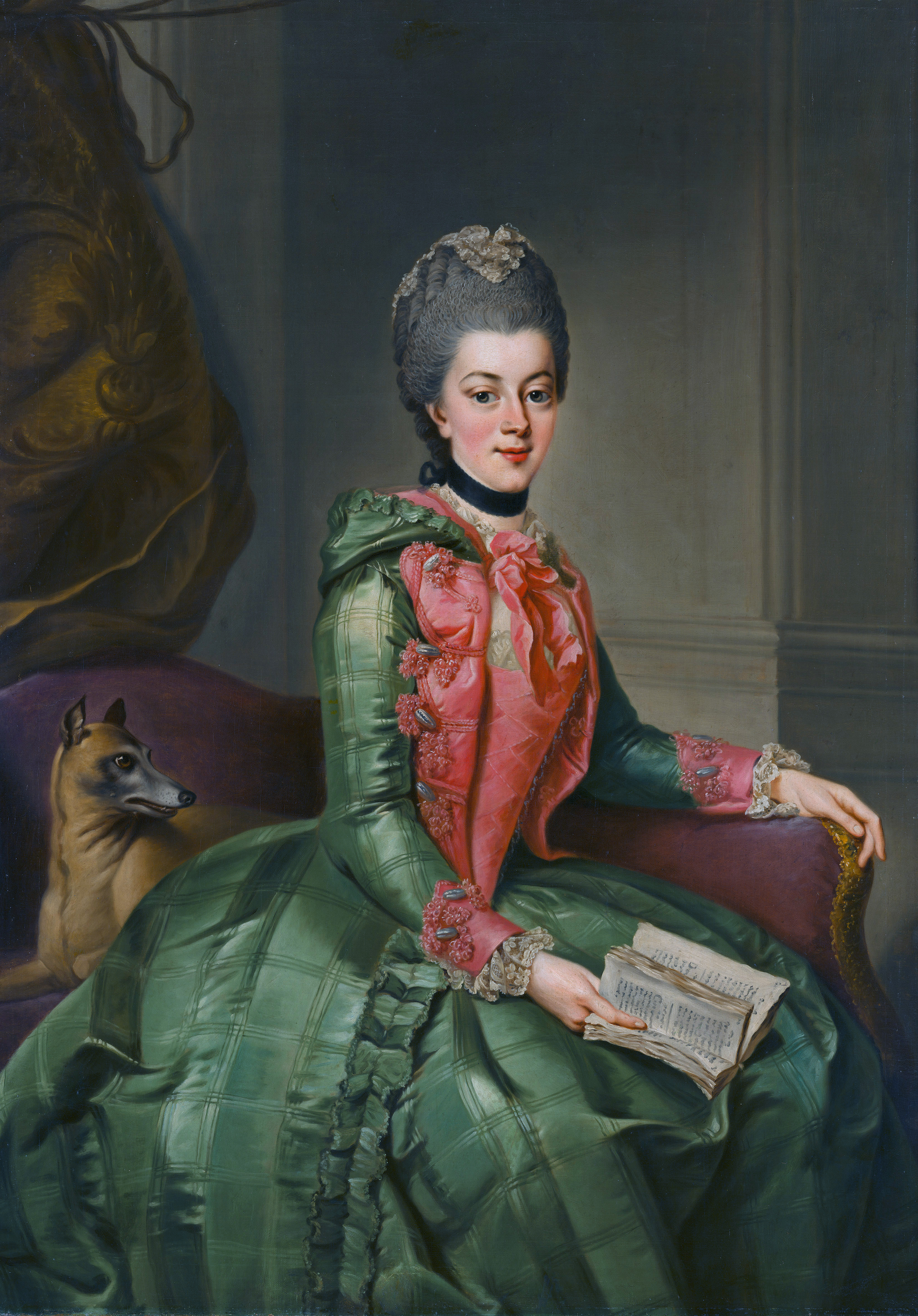
Wilhelmine von Preußen um 1769 (als Statthalterin)
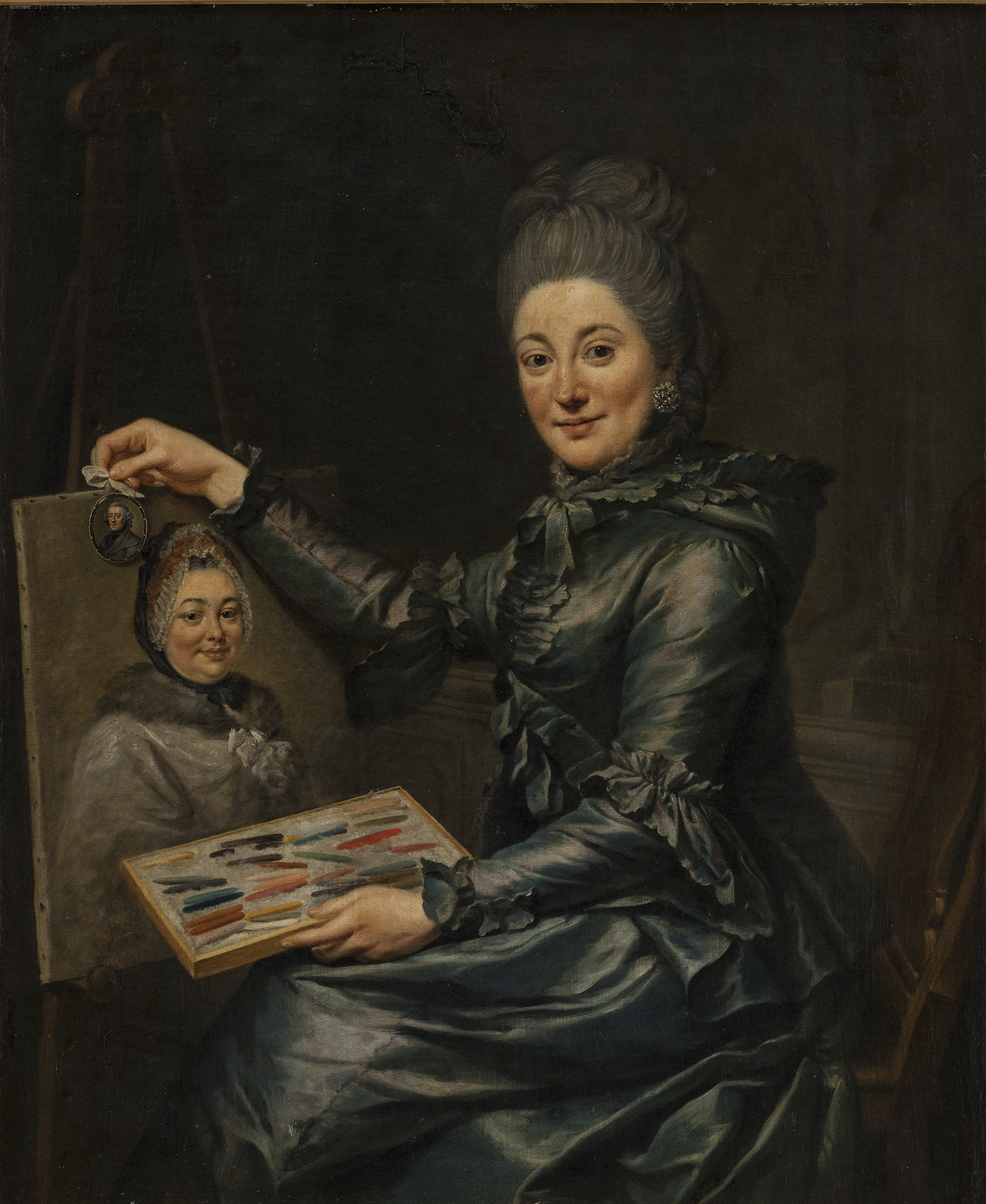
Tochter Elisabeth Ziesenis, verh. Lampe